# آلبرت هی مالوت
آلبرت هی مالوت (انگلیسی: Albert Hay Malotte؛ ‏ ۱۹ مهٔ ۱۸۹۵ – ۱۶ نوامبر ۱۹۶۴) آهنگساز و موسیقی‌دان اهل ایالات متحده آمریکا بود.
از فیلم‌هایی که وی در آن‌ها نقش داشته‌است، می‌توان به دزدان دریایی، جوجه‌اردک زشت، سه موش کور، پروانه و شعله، میکی شعبده‌باز، ارواح غمگین، هیاواتای کوچک، فردیناند، گاو نر، اسباب‌بازی‌های شکسته، خیاط کوچولوی شجاع، ماهیگیر بزرگ، دکتر سایکلاپس، دختر اهل کلگری و جادوی سیاه اشاره نمود.